# Keynsham (album)
Keynsham är det fjärde studioalbumet med den brittiska musikgruppen Bonzo Dog Band. Albumet lanserades 1969 av Liberty Records i Storbritannien och Imperial Records i USA. 2007 återutgavs albumet av EMI med 5 bonusspår. 

## Låtlista
Sida 1
1. "You Done My Brain In" (Neil Innes) – 1:41
2. "Keynsham" (Innes) – 2:22
3. "Quiet Talks & Summer Walks" (Innes) – 3:38
4. "Tent" (Vivian Stanshall) – 3:06
5. "We Were Wrong" (Stanshall) – 2:33
6. "Joke Shop Man" (Innes) – 1:23
7. "The Bride Stripped Bare (By "Bachelors")" (Stanshall, Innes) – 2:40
8. "Look at Me, I'm Wonderful" (Stanshall) – 1:47

Sida 2
1. "What Do You Do?" (Innes) – 3:12
2. "Mr. Slater's Parrot" (Stanshall) – 2:27
3. "Sport (The Odd Boy)" (Stanshall) – 3:31
4. "I Want to Be with You" (Innes) – 2:17
5. "Noises for the Leg" (Stanshall) – 1:54
6. "Busted" (Stanshall, Innes) – 5:48

Bonusspår på 2007-utgåvan
1. Vivian Stanshall & Kilgaron: "Are You Having Any Fun? (Jack Yellen, Sammy Fain) – 2:36
2. Neil Innes: "How Sweet To Be An Idiot" (Neil Innes) – 2:52
3. Roger Ruskin Spear: "When Yuba Plays The Rumba On The Tuba" (från 'The Third Little Show') (Herman Hupfeld) – 3:05
4. Vivian Stanshall & Kilgaron: "The Young Ones" (Sid Tepper, Roy C. Bennett) – 3:17
5. Topo D. Bil: "Witchi Tai To" (Jim Pepper) – 3:29

## Medverkande
- Vivian Stanshall – sång, trumpet, percussion
- Neil Innes – sång, gitarr, basgitarr, keyboard
- Rodney Slater – saxofon
- "Legs" Larry Smith – trummor
- Roger "Ruskin" Spear – saxofon
- Dennis Cowan – basgitarr, sång